# Larry Clemmons
Larry Clemmons, né le 25 novembre 1906 à Chicago, Illinois - mort le 22 juillet 1988 à Friday Harbor, Washington, est un scénariste et animateur américain, connu pour ses activités aux Studios Disney.

## Biographie
Larry Clemmons est engagé aux studios Disney en 1932 et y travaille d'abord comme apprenti animateur et scénariste. Le site IMDb le crédite partiellement du scénario et de l'animation sur Le Lièvre et la Tortue (1935) mais son travail de l'époque n'est pas connu par des crédits officiels.
En 1939, il est officiellement crédité comme animateur sur la Silly Symphonies, Le Cochon pratique puis Chasseur d'autographes, un Donald Duck.
Il participe ensuite au scénario du documentaire Le Dragon récalcitrant (1941) et quitte en 1941 les studios Disney.
Durant cette période il est scénariste pour l'émission de radio The Bing Crosby Radio Show.
Il revient en 1955 et reprend son travail de scénario d'abord en écrivant la narration de plusieurs épisodes de l'émission Disneyland entre 1956 et 1962.
Il passe ensuite sur les moyens et longs métrages d'animation jusqu'à sa retraite en 1978.
Il décède en 1988.

## Filmographie

### Comme scénariste
- 1935 : Le Lièvre et la Tortue (non crédité)
- 1941 : Le Dragon récalcitrant
- 1956 : Disneyland (1956, narration)
- 1957 : Disneyland : the Park/Pecos Bill (3 avril, narration)
- 1958 : Disneyland : An Adventure in the Magic Kingdom (9 avril, narration)
- 1958 : Disneyland : Magic Highway U.S.A. (14 mai, histoire et narration)
- 1959 : Disneyland : Kodak Presents Disneyland '59 (auteur)
- 1961 : Disneyland : An Adventure in Color/Mathmagic Land (24 septembre, auteur)
- 1961 : Disneyland : Inside Donald Duck (5 novembre, histoire)
- 1961 : Disneyland : Back Stage Party (17 décembre, teleplay)
- 1962 : Disneyland : Disneyland After Dark (15 avril, auteur)
- 1962 : Disneyland : Golden Horseshoe Revue (23 septembre, auteur)
- 1966 : Winnie l'ourson et l'Arbre à miel (inclus dans Les Aventures de Winnie l'ourson en 1977)
- 1967 : Le Livre de la jungle (The Jungle Book)
- 1968 : Winnie l'ourson dans le vent (inclus dans Les Aventures de Winnie l'ourson en 1977)
- 1970 : Les Aristochats (The Aristocats)
- 1973 : Robin des Bois (Robin Hood)
- 1974 : Winnie l'ourson et le Tigre fou (inclus dans Les Aventures de Winnie l'ourson en 1977)
- 1977 : Les Aventures de Winnie l'ourson (The Many Adventures of Winnie the Pooh)
- 1977 : Les Aventures de Bernard et Bianca (The Rescuers)
- 1981 : Rox et Rouky (The Fox and the Hound)

### Comme animateur
- 1935 : Le Lièvre et la Tortue (non crédité)
- 1939 : Le Cochon pratique
- 1939 : Chasseur d'autographes

### Comme acteur
- 1977 : Les Aventures de Bernard et Bianca (The Rescuers) (voix de la tortue Gramps[4])